# Sicilská výprava
Sicilská expedice byla athénská vojenská výprava na Sicílii, která se konala v letech 415–413 př. n. l. během peloponéské války mezi Athénami a Spartou. Sicilské Syrakusy byly významným spartským spojencem, proto k úderu na ně došlo. Výprava ale skončila zničující porážkou athénských sil. Expedice byla předmětem tuhého politického boje v Athénách. Její hlavní zastánce, Alkibiadés, byl odvolán z velení a stanul před soudem ještě předtím, než flotila dorazila na Sicílii. 

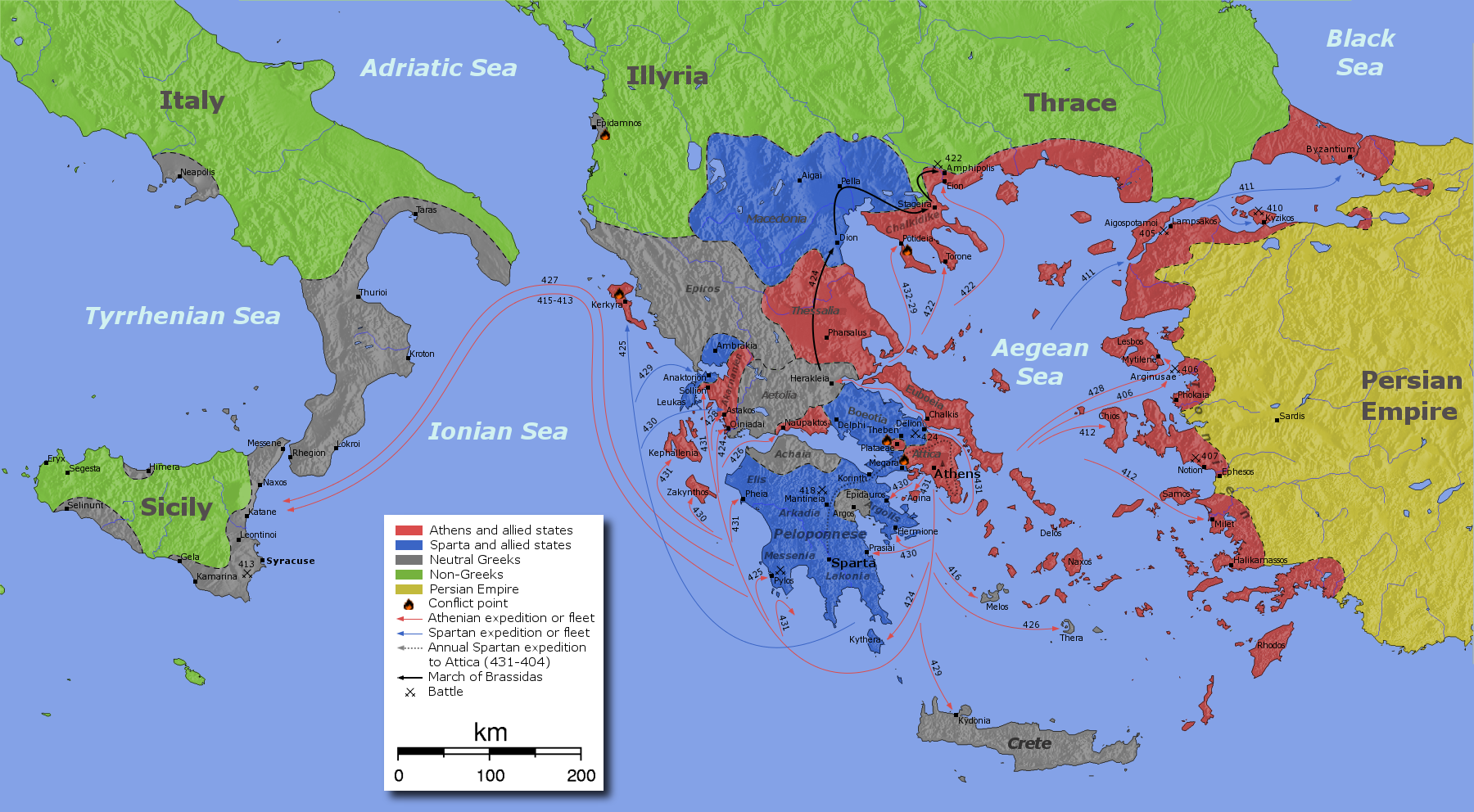
Sicílie a peloponéská válka

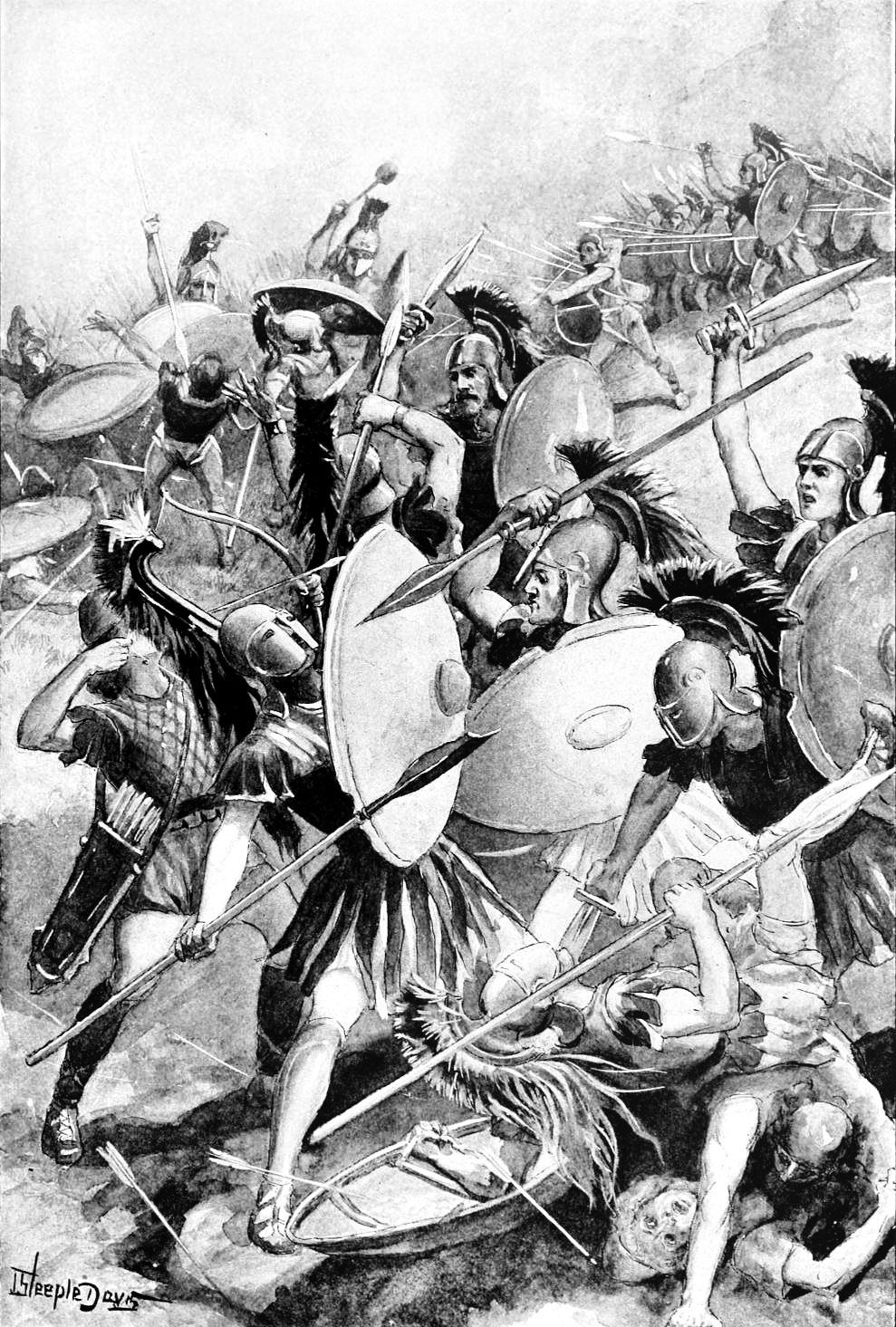
Porážka Athéňanů u Syrakus

Alkibiadés nakonec uprchl a přidal se na stranu Sparty. Přesto Athéňané zpočátku dosáhli jistých úspěchů, neboť Syrakusy reagovaly na situaci pozdě. Jakmile však dorazil na pomoc spartský generál Gylippos, který vyburcoval místní obyvatele k obraně, došlo k obratu. Mohutné posily z Athén daly Athéňanům opět nakrátko převahu, ale několik ochromujících námořních porážek poškodilo schopnost athénských vojáků pokračovat v boji a zlomilo jejich morálku. Athéňané se pokusili nakonec o zoufalou evakuaci. Ta se nezdařila a téměř celá athénská výprava byla zajata nebo zničena. Ze 7000 zajatců mnozí zemřeli v příštích měsících hlady, zbylí byli prodáni do otroctví. Důsledky porážky byly obrovské. Athény na Sicílii v jediné operaci ztratily 200 lodí a tisíce vojáků. Porážka povzbudila k akci řadu athénských nepřátel a v Egejském moři vypukla četná povstání. Někteří historikové považují porážku za klíčový bod obratu v peloponéské válce, byť Athény pokračovaly v bojích ještě dalších deset let. Athénám se podařilo vzpamatovat se z výpravy pozoruhodně dobře po materiální stránce, hlavním problémem byla spíše ztráta lidských sil než ztráta lodí.